# Álvaro Pérez Florentino
Álvaro Pérez Florentino (Sant Sebastià, 13 d'octubre de 1975) és un exfutbolista basc, que ocupava la posició de davanter.

## Trajectòria
Sorgit del planter de l'Athletic Club, Álvaro Pérez va passar pels diferents conjunts de l'entitat fins a arribar a debutar amb el primer equip a la campanya 96/97. Eixe any va disputar un encontre en lliga i tres en la Copa del Rei, en la qual va marcar un gol. A més, el davanter va signar un bon paper en el filial, en el qual va marcar fins a 11 dianes.
Però, no va tenir continuïtat i a l'any següent retorna al Athletic B, on seria titular. L'estiu de 1998 fitxa per l'Aurrerá Vitoria, de Segona B, on romandria cinc temporades fins a la seua retirada el 2003.